# Eàntides
Eàntides (grec antic: Αἰαντίδης; llatí: Aeantides) va ser un poeta i dramaturg grec d'Alexandria.
Va ser un dels poetes tràgics del període hel·lenístic alexandrí, considerat un dels set que van formar l'anomenada plèiade tràgica. Va viure en temps del rei Ptolemeu II Filadelf (284-246 aC), és a dir a la primera meitat del segle III aC.